# Antituberkulotikum
Als Antituberkulotikum oder Tuberkulostatikum wird ein Medikament bezeichnet, mit dem man Tuberkulose (TBC, Schwindsucht) wirksam behandeln kann. Da sich die Erreger nur sehr langsam teilen und außerdem in den tuberkulösen Granulomen lange Zeit ruhen können, ist die Gefahr der Resistenzentwicklung bei Mykobakterien besonders hoch. Bei gesicherter Tuberkulose oder auch nur hochgradigem Tuberkuloseverdacht müssen daher alle Patienten mit einer Kombinationstherapie aus mehreren speziell gegen Mycobacterium tuberculosis wirksamen Antibiotika behandelt werden. Außerdem muss die Behandlungsdauer ebenfalls wegen der langsamen Teilungsgeschwindigkeit unbedingt ausreichend lang sein, um Rückfälle zu vermeiden.

## Wirkstoffe
Die als Standardtherapie eingesetzten Antituberkulotika sind Isoniazid, Rifampicin oder Rifabutin, Ethambutol und Pyrazinamid, die in Kombination angewendet werden. Bei komplizierten Infektionen finden auch weitere Antituberkulotika wie Capreomycin, Kanamycin, Ofloxacin, Ciprofloxacin, Levofloxacin, Ethionamid, Prothionamid, die bakteriostatisch wirksamen Substanzen Paraaminosalicylsäure (PAS) und Cycloserin sowie Delamanid und Pretomanid Anwendung.

## Erforschungsgeschichte
Mit der Entdeckung des Tuberkelbazillus im Jahr 1882 durch Robert Koch (1843–1910) begann die Entdeckungsgeschichte wirksamer Mittel gegen diese gefürchtete Infektionskrankheit. Sowohl das von Koch 1890/91 entwickelte Tuberkulin als auch Behandlungen mit Kupfer- und Goldpräparaten waren erfolglos. Robert Behnisch konnte anschließend feststellen, dass für die bakteriostatische Wirkung der Sulfothiazole der Thiazol- bzw. Thiodiazolring verantwortlich ist. 1940 stellte Bertram Moses Bernheim (1880–1958) fest, dass Salicylsäure die Ruheatmung von Tuberkelbakterien stimuliert und so zu einem größeren Sauerstoffverbrauch führt. Davon ausgehend entdeckte der schwedische Biochemiker Jorgen Lehmann (1898–1989) die bakteriostatische Wirkung der p-Aminosalicylsäure (PAS). Als weiteres Arzneimittel gegen Tuberkulose erwies sich auch das 1943 entdeckte Streptomycin, mit dem 1947 der erste Tuberkulosepatient geheilt werden konnte. 1950 begann Gerhard Domagk gemeinsam mit Hans Albert Offe (1912–1993) und Werner Siefken (1903–1968) mit der Untersuchung von Isonicotinsäurehydrazid (INH). Isonicotinsäurehydrazid wurde zunächst monotherapeutisch eingesetzt, anschließend als Zweierkombination mit PAS und danach als Dreierkombination mit PAS und Streptomycin. Als weiteres Tuberkulostatikum folgte Pyrazinamid, das 1952 von Samuel Kushner und zugleich bei Merck (USA) synthetisiert worden war. 1949 wurde Viomycin isoliert und 1955 Cycloserin. Seit den 1980er Jahren wird Rifampicin häufig anstelle von Streptomycin verwendet. Die Chemiker Raymond George Wilkinson (1922–2008) und Robert Gordon Shepherd (1915–1986) synthetisierten 1961 Ethambutol, woraus schließlich eine Dreier- oder Viererkombination (z. B. INH, Rifampicin und Etahmbutol oder INH, Rifampicin, Ethambutol und Streptomycin) möglich wurde, die günstige Heilungschancen bei Tuberkulose ermöglicht. 1971 wurde das als Antituberkulotikum einsetzbare Antibiotikum Capreomycin in den USA zugelassen.